# Mario Corti
Ne doit pas être confondu avec Mario Corti (ski).
Pour les articles homonymes, voir Corti.
Mario Corti est un pilote et un homme d'affaires suisse né le 22 octobre 1946 à Lausanne. Diplômé de Harvard, il quitta la tête des finances de Nestlé pour succéder à Philippe Bruggisser (en) à la présidence de la compagnie aérienne Swissair dont il fut le dernier président.

## «Grounding»
Le 2 octobre 2001, à la suite du surendettement de la compagnie, il annonce le grounding des appareils de Swissair : tous les avions restent cloués au sol, forçant les équipages et les passagers à se débrouiller par leurs propres moyens. Cette action, qui eut un énorme retentissement en Suisse et dans le monde aéronautique, sonna la fin imminente de la compagnie.
Un film consacré à cet évènement et à Mario Corti, Grounding - Les derniers jours de Swissair, retrace cet évènement, plus ou moins fidèlement selon les critiques.